# Brian szerelmes (Family Guy)
A Brian szerelmes (angolul Brian in Love) a Family Guy második évadjának a negyedik része. Összességében ez a tizenegyedik rész. Az epizódot először az amerikai FOX csatorna mutatott be 2000. március 7-én, több mint két hónappal a harmadik epizód után. Magyarországon a Comedy Central mutatta be 2008. október 4-én.
|  | Alább a cselekmény részletei következnek! |

## Cselekmény
Lois dühös, mert Stewie rápisilt a nappali szőnyegére. Bár Stewie hevesen tagadja, hogy ő lett volna, sőt bosszút is fogad a rágalom ellen, de Lois és Peter úgy gondolja, hogy ez csak annak a jele, hogy Stewie megérett a bilizésre. Mint az nap este még kiderül, igazából Brian az, aki összepisili a házat, amit megpróbál feltakarítani, de miután nem sikerül neki, Stewie-ra tereli a gyanút.
Miután Peter kudarcot vallott, hogy hogy Stewie-t WC használatra tanítsa, a család a bevásárolni megy a szupermarketbe. A pénztárnál sorban állva azonban Brian bepisil, amelyből kiderül Stewie nem kis örömére, hogy ártatlan. Az eset után Brian elmegy Dr. Kaplan pszichiáterhez, aki megállapítja, hogy Brian tünetei a kapuzárási pánik miatt jelentkeznek, így hát Brian utazgatni kezd, hogy valóra váltsa a vágyait. Részt vesz egy ásatáson, ejtőernyős ugrást hajt végre, véletlenül elüt egy embert, akit cserben hagy.
Brian jobban érzi magát visszatérése után. Stewie azonban bosszút áll az elszenvedett sérelmei miatt, mindent összepisil a nappaliban, és Brianre fogja. Maga Brian is elhiszi, hogy ő tette, bár állítása szerint nem emlékszik rá, így hát újra felkeresi Dr. Kaplant, hogy megtudja miért is történik vele mindez. Miután kiderül, hogy a legutóbbi „baleset” előtt Loist és Petert látta, hogy kocsimosás közben vízi csatázni kezdtek, mely vad csókolózásba torkollott, Dr Kaplan felvilágosítja Briant, hogy fülig szerelmes Loisba.
Stewie észreveszi, Brian érzelmeit, és mindent megtesz azért, hogy bosszantsa Briant. Amikor kettesben maradnak, Brian és Lois megbeszélik a helyzetet, és úgy megegyeznek, hogy csak barátok maradnak. A záró jelentben Peter, aki mit sem vett észre az egészből, Briannel golfozik, és miután Brian elmondja, hogy szakított a barátnőjével, az mondja, hogy „majd kikap valami barmot magának”.

## Külső hivatkozások
- Brian szerelmes az Internet Movie Database-ben (angolul)
- Brian szerelmes a Rotten Tomatoeson (angolul)
- Brian szerelmes a Box Office Mojón (angolul)